# Polen i olympiska sommarspelen 1972
Polen deltog med 290 deltagare vid de olympiska sommarspelen 1972 i München. Totalt vann de sju guldmedaljer, fem silvermedaljer och nio bronsmedaljer.

## Medaljer

### Guld
- Jan Szczepański - Boxning, lättvikt.
- Hubert Kostka, Zbigniew Gut, Jerzy Gorgoń, Zygmunt Anczok, Lesław Ćmikiewicz, Zygmunt Maszczyk, Jerzy Kraska, Kazimierz Deyna, Zygfryd Szołtysik, Włodzimierz Lubański, Robert Gadocha, Ryszard Szymczak, Antoni Szymanowski, Joachim Marx, Grzegorz Lato, Marian Ostafiński och Kazimierz Kmiecik - Fotboll.
- Władysław Komar - Friidrott, kulstötning.
- Witold Woyda - Fäktning, florett.
- Witold Woyda, Marek Dąbrowski, Jerzy Kaczmarek, Lech Koziejowski och Arkadiusz Godel - Fäktning, florett.
- Józef Zapędzki - Skytte, snabbpistol.
- Zygmunt Smalcerz - Tyngdlyftning, flugvikt 52 kg.

### Silver
- Wiesław Rudkowski - Boxning, lätt mellanvikt.
- Irena Szydłowska - Bågskytte.
- Ryszard Szurkowski, Edward Barcik, Lucjan Lis och Stanisław Szozda - Cykling, lagtempolopp.
- Anton Zajkowski - Judo, halv mellanvikt (70 kg).
- Norbert Ozimek - Tyngdlyftning, lätt tungvikt 82,5 kg.

### Brons
- Leszek Błażyński - Boxning, flugvikt.
- Janusz Gortat - Boxning, lätt tungvikt.
- Kazimierz Lipień - Brottning, grekisk-romersk stil, fjädervikt.
- Czesław Kwieciński - Brottning, grekisk-romersk stil, lätt tungvikt.
- Andrzej Bek och Andrzej Bek - Cykling, tandem.
- Ryszard Katus - Friidrott, tiokamp.
- Irena Szewińska - Friidrott, 200 meter.
- Władysław Szuszkiewicz och Rafał Piszcz - Kanotsport, K-2 1000 meter.
- Zbigniew Kaczmarek - Tyngdlyftning, lättvikt 67,5 kg.